# Ross Hill
Ross Hill, nome artístico de Ross Girotti, (Munique, 11 de abril de 1973 - Stockbridge, 15 de janeiro de 1990) foi um ator alemão, filho adotivo do ator e cineasta italiano Terence Hill e irmão mais novo de Jess Hill. Faleceu precocimente aos 16 anos, devido a um acidente de carro, em janeiro de 1990. 
Em sua curta carreira de ator, participou dos filmes italianos Don Camillo (1983) e Renegado - Um Osso Duro de Roer (1987), protagonizados por seu pai. Estudava na prestigiada Middlesex School, localizada no Condado de Middlesex, em Massachusetts. 

## Morte
Em 30 de janeiro de 1990, após passar o fim de semana com a família, Ross e o amigo Kevin Lehmann pegaram a estrada para voltar para Middlesex. No caminho, o carro, que estava sendo dirigido por Ross, bateu em uma camada de gelo formada na estrada e derrapou por cerca de vinte metros, colidindo com uma árvore. Ross morreu instantaneamente, enquanto Kevin chegou a ser hospitalizado, porém não resistiu e morreu no hospital naquela mesma noite. A tragédia ocorreu em Stockbridge, Massachusetts, Estados Unidos. Ambos tinham 16 anos de idade.
Dois anos depois, Terence Hill teria dedicado à Ross a série de televisão Lucky Luke, com a frase "O amor é eterno".

## Filmografia
- 1983 - Don Camillo
- 1987 - Renegado - Um Osso Duro de Roer